# Hydraena impercepta
Hydraena impercepta är en skalbaggsart som beskrevs av Peter Zwick 1977. Hydraena impercepta ingår i släktet Hydraena och familjen vattenbrynsbaggar. Inga underarter finns listade i Catalogue of Life.